# Centro direzionale Tre Torri
Il Centro direzionale Tre Torri (meglio noto come Tre Torri) è un moderno complesso di edifici commerciali appartenente alla sottodivisione amministrativa di Lamarmora, nella zona Sud della città di Brescia.

## Storia
La costruzione del centro direzionale, progettato dallo studio AEGIS s.r.l., è perdurata per cinque anni, dal 2004 al 2009.
Il riempimento delle Tre Torri venne considerato molto complicato a causa della cospicua domanda, tuttavia bisogna ricordarsi che la Torre sud è stata commercializzata solo nel 2021 e che la vendita era stata ostacolata dalla crisi economica. Con la fine della crisi, infatti, il mercato è tornato ad essere florido e gli affitti sono cresciuti, fino al 78% della volumetria complessiva occupata a febbraio 2023.

## Descrizione
Le Tre Torri sono poste a ridosso della Tangenziale sud e dell'Autostrada A4 Milano-Venezia.

### Struttura
Il centro direzionale è composto da tre grattacieli, alti 75 metri e muniti di 14 piani ciascuno, per una superficie totale di 24.000 metri quadrati. Inoltre, sono presenti una piazza ad uso pubblico e un'area verde, contenente alberi ad alto fusto, bacini d'acqua, percorsi pedonali e piste ciclabili.
Le torri sono esternamente rivestite da alluminio e vetro e munite di ascensori e vani scale.
La struttura è munita di una piastra a parcheggio interrata su due livelli interrati, estesa su 5.000 metri quadrati.